# Liste der Bodendenkmale in Walsrode, Ortsteile A–J
In der Liste der Bodendenkmale in Walsrode sind alle Bodendenkmale der niedersächsischen Gemeinde Walsrode aufgelistet. Die Quelle ist der Denkmalatlas Niedersachsen. 
Der Stand der Liste ist der 16. November 2024.
In dieser Liste sind alle Bodendenkmale der Gemeinden Ahrsen, Altenboitzen, Benefeld, Benzen, Bockhorn, Bockhorn, Bommelsen, Borg, Düshorn, Fulde, Groß Eilstorf, Hamwiede, Hollige, Honerdingen, Idsingen und Jarlingen aufgeführt.

Für die anderen Ortsteile siehe Liste der Bodendenkmale in Walsrode, Ortsteile K–W

Walsrode im Heidekreis

## Allgemein
In den Spalten finden sich folgende Informationen des Bodendenkmales:
| Lage         | geographische Koordinaten                                                           |
| Bezeichnung  | Bezeichnung lt. Denkmalatlas                                                        |
| Beschreibung | Beschreibung lt. Denkmalatlas                                                       |
| ID           | Objekt-ID                                                                           |
| Bild         | Bild, ggf. zusätzlich mit Link zu weiteren Fotos im Medienarchiv Wikimedia Commons. |

## Ahrsen
| Lage                        | Bezeichnung                | Beschreibung | ID       | Bild |
| --------------------------- | -------------------------- | --- | -------- | ---- |
| 52° 56′ 5″ N, 9° 38′ 6″ O   | Ahrsen 1, Grabhügel        | Durchmesser ca. 13 m und Höhe ca. 0,75 m. Westteil durch Waldweg zerstört, dadurch Teile einer Steinsetzung im Profil sichtbar. | 34821423 | BW   |
| 52° 55′ 56″ N, 9° 37′ 42″ O | Ahrsen 4, Buckelgräberfeld | Mindestens acht kleine, flache Hügel mit einem Durchmesser von 2,5 – 4 m. | 34821472 | BW   |
| 52° 57′ 48″ N, 9° 38′ 53″ O | Ahrsen 15, Schnedehügel    | Der Schnedehügel gehört zu einer der Erdhügel, die entlang der Grenze zwischen dem Erzbistum Verden und dem Herzogtum Braunschweig-Lüneburg aufgeschüttet wurden. Die Grenze selbst ist hier nur als kleines Gräbchen markiert. Durchmesser 4 m und Höhe 0,5 m. Am nordwestlichen Rand durch den Grenzgraben angeschnitten. | 34823850 | BW   |

## Altenboitzen
| Lage                       | Bezeichnung                | Beschreibung | ID       | Bild |
| -------------------------- | -------------------------- | --- | -------- | ---- |
| 52° 50′ 2″ N, 9° 30′ 49″ O | Altenboitzen 19, Grabhügel | Durchmesser ca. 12 m und Höhe ca. 0,5 m. Durch Rodungsmaßnahmen künstlich abgeflacht. Rand im Norden abgesetzt. Über die gesamte Oberfläche verteilt liegen Steine. | 34825926 | BW   |

## Benefeld
| Lage                        | Bezeichnung            | Beschreibung | ID       | Bild |
| --------------------------- | ---------------------- | --- | -------- | ---- |
| 52° 53′ 50″ N, 9° 37′ 51″ O | Benefeld 24, Grabhügel | Durchmesser ca. 14 m und Höhe ca. 1,3 m, annähernd rund mit verwaschener Abgrabung im Zentrum sowie in Richtung Ost und West. | 34825500 | BW   |

### Benefeld 1
- ID:34825790
- Von den ursprünglich mindestens 18 Grabhügeln sind noch 16 erhalten. Mehrere wurden bei Errichtung von Fabrikanlagen für die Wehrmacht im Jahre 1938 zerstört

| Lage                        | Bezeichnung | Beschreibung | ID       | Bild |
| --------------------------- | ----------- | --- | -------- | ---- |
| 52° 54′ 4″ N, 9° 37′ 38″ O  | Benefeld 1  | Durchmesser ca. 13 m und Höhe ca. 1,1 m, mit einer alten, flachen Eingrabung.                                                        | 34824913 | BW   |
| 52° 54′ 3″ N, 9° 37′ 39″ O  | Benefeld 2  | Durchmesser ca. 12 m und Höhe ca. 1,2 m, mit Eingrabungen und abgesetzten Rand.                                                      | 34824914 | BW   |
| 52° 54′ 3″ N, 9° 37′ 37″ O  | Benefeld 3  | Durchmesser ca. 18 m und Höhe ca. 1,4 m, mit einer verwaschenen Eingrabung und deutlich abgesetzten Rand.                            | 34824915 | BW   |
| 52° 54′ 2″ N, 9° 37′ 39″ O  | Benefeld 4  | Durchmesser ca. 13 m und Höhe ca. 1,2 m, gleichmäßig gewölbt mit alten Eingrabungen und abgesetztem Rand.                            | 34825013 | BW   |
| 52° 54′ 1″ N, 9° 37′ 49″ O  | Benefeld 5  | Durchmesser ca. 17 m und Höhe ca. 1,3 m, gleichmäßig gewölbt mit abgesetztem Rand.                                                   | 34825014 | BW   |
| 52° 53′ 58″ N, 9° 37′ 45″ O | Benefeld 6  | Durchmesser ca. 16 m und Höhe ca. 1,3 m, gleichmäßig gewölbt mit flacher Einsenkung und abgesetzten Rand.                            | 34825015 | BW   |
| 52° 53′ 57″ N, 9° 37′ 49″ O | Benefeld 7  | Durchmesser ca. 8 m und Höhe ca. 0,6 m, flach gewölbt mit alten, flachen Einsenkungen.                                               | 34825107 | BW   |
| 52° 53′ 56″ N, 9° 37′ 50″ O | Benefeld 8  | Durchmesser ca. 14 m und Höhe ca. 1,35 m, mit einer zentral verwaschenen Eingrabung und abgesetzten Rand.                            | 34825108 | BW   |
| 52° 53′ 57″ N, 9° 37′ 52″ O | Benefeld 9  | Durchmesser ca. 15 m und Höhe ca. 1,3 m, an der Ost-Hälfte abgetragen und zerstört, in der Mitte eine alte, flache Eingrabung.       | 34825109 | BW   |
| 52° 53′ 58″ N, 9° 37′ 51″ O | Benefeld 10 | Durchmesser ca. 13 m und Höhe ca. 1,2 m, mit einer zentralen Eingrabung und abgesetzten Rand.                                        | 34825210 | BW   |
| 52° 53′ 59″ N, 9° 37′ 54″ O | Benefeld 11 | Langhügel, 12 × 15 m (Nord-Süd) und Höhe ca. 1 m, zentrale alte Eingrabung sowie flache Mulden, Rand abgesetzt.                      | 34825211 | BW   |
| 52° 53′ 59″ N, 9° 37′ 51″ O | Benefeld 12 | Langhügel, 14 × 18 m (Nord-Süd) und Höhe ca. 1,2 m.                                                                                  | 34825212 | BW   |
| 52° 54′ 0″ N, 9° 37′ 50″ O  | Benefeld 13 | Keicht oval und eine geringere Höhe im Nordwesten auf, ca. 15 × 19 m (Nord-Süd) und Höhe ca. 1,25 m, eine zentrale große Eingrabung. | 34825261 | BW   |
| 52° 54′ 2″ N, 9° 37′ 51″ O  | Benefeld 14 | Durchmesser ca. 16 m und Höhe ca. 1 m, gleichmäßig gewölbt.                                                                          | 34825262 | BW   |
| 52° 54′ 1″ N, 9° 37′ 53″ O  | Benefeld 15 | Durchmesser ca. 13 m und Höhe ca. 1 m, gleichmäßig gewölbt.                                                                          | 34825263 | BW   |

## Benzen
| Lage                        | Bezeichnung         | Beschreibung                                           | ID       | Bild |
| --------------------------- | ------------------- | ------------------------------------------------------ | -------- | ---- |
| 52° 49′ 58″ N, 9° 35′ 16″ O | Benzen 2, Grabhügel | Durchmesser ca. 10 m und Höhe ca. 1 m, Rand abgesetzt. | 34820682 | BW   |

### Benzen 4
- ID:34823423
- Gruppe von ehemals 45 Grabhügeln. Davon liegen 31 in der Gemarkung Benzen und 14 in der Gemarkung Hollige.

| Lage                        | Bezeichnung | Beschreibung | ID       | Bild |
| --------------------------- | ----------- | --- | -------- | ---- |
| 52° 49′ 44″ N, 9° 34′ 14″ O | Benzen 6    | Durchmesser ca. 19 m und Höhe ca. 2 m, Rand deutlich abgesetzt. | 34820806 | BW   |
| 52° 49′ 43″ N, 9° 34′ 15″ O | Benzen 7    | Durchmesser ca. 17 m und Höhe ca. 0,9 m, im Zentrum eine alte, großflächige Eingrabung. Rand abgesetzt. | 34820894 | BW   |
| 52° 49′ 44″ N, 9° 34′ 11″ O | Benzen 9    | Durchmesser ca. 18 m und Höhe ca. 1,8 m, Rand abgesetzt. | 34820930 | BW   |
| 52° 49′ 45″ N, 9° 34′ 13″ O | Benzen 10   | Durchmesser ca. 18 m und Höhe ca. 1,8 m, Östliche Hälfte bei Anlage eines Weges abgetragen und zerstört. Obertägig nur als längliche Erhöhung neben dem Weg erkennbar. Länge ca. 12 m und Breite 8 m, Höhe 0,5 m. | 34820929 | BW   |
| 52° 49′ 45″ N, 9° 34′ 11″ O | Benzen 11   | Durchmesser ca. 13 m und Höhe ca. 1,6 m, Rand abgesetzt. | 34821016 | BW   |
| 52° 49′ 47″ N, 9° 34′ 12″ O | Benzen 12   | Durchmesser ca. 16 m und Höhe ca. 1,4 m, Rand abgesetzt. | 34821017 | BW   |
| 52° 49′ 46″ N, 9° 34′ 10″ O | Benzen 13   | Durchmesser ca. 15 m und Höhe ca. 1,3 m, im Zentrum eine flache Einsenkung. Rand abgesetzt. | 34821029 | BW   |
| 52° 49′ 45″ N, 9° 34′ 6″ O  | Benzen 14   | Durchmesser ca. 18 m und Höhe ca. 1,8 m, im Zentrum eine alte großflächige Eingrabung. Rand deutlich abgesetzt.                                                                                                   | 34821018 | BW   |
| 52° 49′ 44″ N, 9° 34′ 3″ O  | Benzen 15   | Durchmesser ca. 18 m und Höhe ca. 1,5 m, Rand deutlich abgesetzt. | 34821030 | BW   |
| 52° 49′ 41″ N, 9° 33′ 59″ O | Benzen 16   | Durchmesser ca. 11 m und Höhe ca. 0,8 m, im Zentrum eine flache Eingrabung. | 34821031 | BW   |
| 52° 49′ 37″ N, 9° 33′ 53″ O | Benzen 18   | Durchmesser ca. 17 m und Höhe ca. 1,2 m, Rand schwach abgesetzt. | 34821092 | BW   |
| 52° 49′ 38″ N, 9° 33′ 51″ O | Benzen 19   | Durchmesser ca. 17 m und Höhe ca. 1,5 m, Rand deutlich abgesetzt. | 34821093 | BW   |
| 52° 49′ 36″ N, 9° 33′ 47″ O | Benzen 20   | Durchmesser ca. 10 m und Höhe ca. 0,7 m, Nordwestteil abgetragen. | 34823807 | BW   |
| 52° 49′ 32″ N, 9° 33′ 42″ O | Benzen 21   | Durchmesser ca. 17 m und Höhe ca. 1,4 m, Rand deutlich abgesetzt. | 34821124 | BW   |
| 52° 49′ 31″ N, 9° 33′ 40″ O | Benzen 22   | Durchmesser ca. 11 m und Höhe ca. 1,2 m, Rand abgesetzt. | 34821125 | BW   |
| 52° 49′ 31″ N, 9° 33′ 40″ O | Benzen 23   | Durchmesser ca. 11 m und Höhe ca. 1,3 m, im Zentrum eine alte, großflächige Eingrabung. Rand deutlich abgesetzt.                                                                                                  | 34821126 | BW   |
| 52° 49′ 31″ N, 9° 33′ 39″ O | Benzen 24   | Durchmesser ca. 11 m und Höhe ca. 1 m, Zentrum schwach eingesenkt. Rand abgesetzt. | 34821173 | BW   |
| 52° 49′ 31″ N, 9° 33′ 38″ O | Benzen 25   | Durchmesser ca. 11 m und Höhe ca. 1,6 m, Rand deutlich abgesetzt. | 34821174 | BW   |
| 52° 49′ 30″ N, 9° 33′ 37″ O | Benzen 26   | Durchmesser ca. 18 m und Höhe ca. 1,7 m, mit einer alten, großflächigen Eingrabung im Zentrum. Vom Südrand bis zur Mitte grabenartige Vertiefung. Rand deutlich abgesetzt.                                        | 34821295 | BW   |
| 52° 49′ 29″ N, 9° 33′ 34″ O | Benzen 28   | Durchmesser ca. 18 m und Höhe ca. 2,1 m, mit einer alten, großflächigen Eingrabung im Zentrum. Von Westsüdwest nach Ostnordost ein Brandstreifen. Rand deutlich abgesetzt.                                        | 34821296 | BW   |
| 52° 49′ 29″ N, 9° 33′ 37″ O | Benzen 30   | Durchmesser ca. 16 m und Höhe ca. 1 m, Über Ostteil ein Brandschutzstreifen. Rand schwach abgesetzt. | 34821383 | BW   |
| 52° 49′ 27″ N, 9° 33′ 35″ O | Benzen 31   | Durchmesser ca. 12 m und Höhe ca. 1 m, Rand schwach abgesetzt. | 34821385 | BW   |

## Bockhorn
| Lage                        | Bezeichnung                 | Beschreibung | ID       | Bild |
| --------------------------- | --------------------------- | --- | -------- | ---- |
| 52° 50′ 46″ N, 9° 39′ 48″ O | Bockhorn 5, Grabhügel       | Durchmesser ca. 13 m und Höhe ca. 0,4 m, im Zentrum eine alte, großflächige Eingrabung, mit Suchgraben zum Nordrand. Rand schwach abgesetzt.                               | 34821901 | BW   |
| 52° 50′ 47″ N, 9° 39′ 48″ O | Bockhorn 6, Grabhügel       | | 34821934 | BW   |
| 52° 50′ 28″ N, 9° 39′ 37″ O | Bockhorn 8, Grabhügel       | Durchmesser ca. 19 m und Höhe ca. 1,3 m, bei Anlage eines Feldweges am Nordostrand leicht beschädigt. Rand schwach abgesetzt.                                              | 34821936 | BW   |
| 52° 49′ 19″ N, 9° 39′ 2″ O  | Bockhorn 21, Grabhügel      | Durchmesser ca. 16 m und Höhe ca. 1 m, mit einer alten, flachen Eingrabung im Zentrum, Pflanzfurchen von Südost nach Nordwest.                                             | 34822277 | BW   |
| 52° 49′ 17″ N, 9° 39′ 52″ O | Bockhorn 23, Grabhügel      | Durchmesser ca. 10 m und Höhe ca. 0,6 m, Westhälfte durch alte Wegespur beschädigt. Südwestrand durch alte Sandentnahme gestört.                                           | 34822374 | BW   |
| 52° 49′ 2″ N, 9° 40′ 40″ O  | Bockhorn 28, Terrassenacker | Mindestens 10 Terrassen von Nordost nach Südwest, fast alle mit schwachem Wallaufwurf, z. T. über 1 m abfallend.                                                           | 34822431 | BW   |
| 52° 50′ 29″ N, 9° 39′ 41″ O | Bockhorn 35, Umwallung      | Gehege besteht aus ovaler, umwallter Fläche von 30 × 36,6 m. Wall mit außen vorgelagerten Graben. Breite ca. 3 m, Höhe ca. 0,5 m. Graben ca. 2 m breit und von 0,5 m tief. | 34821293 | BW   |
| 52° 50′ 28″ N, 9° 39′ 41″ O | Bockhorn 35, Umwallung      | | 36978733 | BW   |

### Bockhorn 1
- ID:34824099
- Gruppe von vier Grabhügeln.

| Lage                        | Bezeichnung | Beschreibung | ID       | Bild |
| --------------------------- | ----------- | --- | -------- | ---- |
| 52° 50′ 42″ N, 9° 39′ 27″ O | Bockhorn 1  | Durchmesser ca. 11 m und Höhe ca. 0,4 m.                                                                                              | 34821800 | BW   |
| 52° 50′ 42″ N, 9° 39′ 29″ O | Bockhorn 2  | Durchmesser ca. 10 m und Höhe ca. 0,5 m. Im Südwestbereich alte Erdentnahme, im Nordwestteil flacher Graben.                          | 34821799 | BW   |
| 52° 50′ 41″ N, 9° 39′ 37″ O | Bockhorn 3  | Durchmesser ca. 10 m und Höhe ca. 0,6 m. Schwach erkennbare Pflanzfurchen von Norden nach Süden, ansonsten ungestört. Rand abgesetzt. | 34821738 | BW   |
| 52° 50′ 42″ N, 9° 39′ 41″ O | Bockhorn 4  | Durchmesser ca. 11 m und Höhe ca. 0,5 m. Ostteil von Feldweg angeschnitten. Rand schwach abgesetzt.                                   | 34821900 | BW   |

### Bockhorn 11
- ID:34824189
- Gruppe von fünf Grabhügeln.

| Lage                        | Bezeichnung | Beschreibung | ID       | Bild |
| --------------------------- | ----------- | --- | -------- | ---- |
| 52° 49′ 26″ N, 9° 39′ 57″ O | Bockhorn 11 | Durchmesser ca. 10 m und Höhe ca. 0,5 m, bei Anlage eines Forstweges der Nordostteil beschädigt. Ein flacher Graben. Fußweg von Nordwest nach Südost. Alte, flache Einsenkungen. | 34822002 | BW   |
| 52° 49′ 26″ N, 9° 39′ 55″ O | Bockhorn 12 | Durchmesser ca. 11 m und Höhe ca. 0,6 m, Pflanzfurchen von Nordwest nach Südost.                                                                                                 | 34822163 | BW   |
| 52° 49′ 27″ N, 9° 39′ 52″ O | Bockhorn 13 | Durchmesser ca. 14 m und Höhe ca. 0,6 m, Mitte flach abgetragen. | 34822162 | BW   |
| 52° 49′ 27″ N, 9° 39′ 51″ O | Bockhorn 14 | Durchmesser ca. 11 m und Höhe ca. 0,6 m, alte, flache Einsenkungen. | 34822101 | BW   |
| 52° 49′ 28″ N, 9° 39′ 53″ O | Bockhorn 15 | Durchmesser ca. 14 m und Höhe ca. 0,9 m, im Zentrum zwei alte, dicht nebeneinanderliegende tiefe Eingrabungen bis an den Nordwestrand.                                           | 34822164 | BW   |

## Bomlitz
| Lage                        | Bezeichnung           | Beschreibung                                                                                                  | ID       | Bild |
| --------------------------- | --------------------- | --- | -------- | ---- |
| 52° 54′ 43″ N, 9° 40′ 7″ O  | Bomlitz 3, Grabhügel  | Durchmesser ca. 11 m und Höhe ca. 1,1 m. Gleichmäßig gewölb, am Rand teilweise schwach abgesetzt.             | 34825671 | BW   |
| 52° 54′ 51″ N, 9° 40′ 25″ O | Bomlitz 16, Grabhügel | Durchmesser ca. 14 m und Höhe ca. 0,9 m. Annähernd rund.                                                      | 34825949 | BW   |
| 52° 55′ 6″ N, 9° 40′ 11″ O  | Bomlitz 17, Grabhügel | Durchmesser ca. 10 m und Höhe ca. 0,8 m. Annähernd rund mit abgeflachter Kuppe, am Westrand etwas angegraben. | 34823702 | BW   |

### Bomlitz 1
- ID:34821476
- Gruppe von insgesamt zehn Grabhügeln.

| Lage                        | Bezeichnung | Beschreibung | ID       | Bild |
| --------------------------- | ----------- | --- | -------- | ---- |
| 52° 54′ 58″ N, 9° 40′ 36″ O | Bomlitz 1   | Durchmesser ca. 7 m und Höhe ca. 0,2 m, zentrale Eingrabung. | 34825559 | BW   |
| 52° 54′ 58″ N, 9° 40′ 36″ O | Bomlitz 2   | Durchmesser ca. 14 m und Höhe ca. 0,8 m, am Nordostrand von Weg angeschnitten.                                                                                     | 34825560 | BW   |
| 52° 54′ 59″ N, 9° 40′ 32″ O | Bomlitz 8   | Durchmesser ca. 11 m und Höhe ca. 0,6 m, mit zentraler flacher Mulde, im Südostteil von Waldweg angeschnitten.                                                     | 34825672 | BW   |
| 52° 55′ 0″ N, 9° 40′ 32″ O  | Bomlitz 9   | Durchmesser ca. 18 m und Höhe ca. 1,1 m, Rand deutlich abgesetzt, im Südwestteil ein alter Weg mit tief eingeschnittener Fahrspur von Westnordwest nach Ostsüdost. | 34825673 | BW   |
| 52° 55′ 0″ N, 9° 40′ 30″ O  | Bomlitz 10  | Durchmesser ca. 15 m und Höhe ca. 1 m, gleichmäßig gewölbt und deutlich abgesetzter Rand.                                                                          | 34825738 | BW   |
| 52° 55′ 2″ N, 9° 40′ 31″ O  | Bomlitz 11  | Oval, Fläche von 22 × 19 m und Höhe 1,1 m. | 34825739 | BW   |
| 52° 55′ 2″ N, 9° 40′ 29″ O  | Bomlitz 12  | Durchmesser ca. 20 m und Höhe ca. 0,8 m, mit zahlreichen Mulden, am Südwestrand durch alten Grenzgraben Richtung Westnordwest-Ostsüdost angeschnitten.             | 34825740 | BW   |
| 52° 55′ 1″ N, 9° 40′ 36″ O  | Bomlitz 13  | Durchmesser ca. 10 m und Höhe ca. 0,6 m, am Südost- und Südrand von Weg geschnitten.                                                                               | 34825866 | BW   |
| 52° 55′ 0″ N, 9° 40′ 34″ O  | Bomlitz 14  | Durchmesser ca. 12 m und Höhe ca. 0,5 m, annähernd rund. | 34821474 | BW   |
| 52° 54′ 59″ N, 9° 40′ 30″ O | Bomlitz 15  | Durchmesser ca. 14 m und Höhe ca. 0,5 m, annähernd rund. | 34821475 | BW   |

### Bomlitz 18
- ID:34821340
- Gruppe von acht Grabhügeln.

| Lage                        | Bezeichnung | Beschreibung | ID       | Bild |
| --------------------------- | ----------- | --- | -------- | ---- |
| 52° 54′ 58″ N, 9° 40′ 15″ O | Bomlitz 18  | Durchmesser ca. 20 m und Höhe ca. 1,2 m, annähernd rund mit Einkuhlungen, am Nordrand angeschnitten.             | 34823703 | BW   |
| 52° 54′ 57″ N, 9° 40′ 16″ O | Bomlitz 19  | Durchmesser ca. 17 m und Höhe ca. 0,5 m, ehemals rund, am östlichen Rand etwas abgetragen bzw. abgerutscht.      | 34823704 | BW   |
| 52° 54′ 57″ N, 9° 40′ 16″ O | Bomlitz 20  | Durchmesser ca. 18 m und Höhe ca. 1,4 m, ehemals annähernd rund, nur noch der Südwest-Rand erhalten.             | 34825851 | BW   |
| 52° 54′ 56″ N, 9° 40′ 16″ O | Bomlitz 21  | Durchmesser ca. 15 m und Höhe ca. 1 m, annähernd rund, ebenmäßig gewölbt.                                        | 34825852 | BW   |
| 52° 54′ 55″ N, 9° 40′ 16″ O | Bomlitz 22  | Durchmesser ca. 15 m und Höhe ca. 1,8 m, annähernd rund, ebenmäßig gewölbt. Tierbaue.                            | 34825853 | BW   |
| 52° 54′ 53″ N, 9° 40′ 15″ O | Bomlitz 23  | Durchmesser ca. 20 m und Höhe ca. 1,5 m, annähernd rund mit zwei zentralen Eingrabungen.                         | 34821311 | BW   |
| 52° 54′ 52″ N, 9° 40′ 13″ O | Bomlitz 24  | Durchmesser ca. 14 m und Höhe ca. 0,8 m, ehemals annähernd rund, südwestliches Drittel durch Waldweg abgetragen. | 34821312 | BW   |

## Bommelsen
| Lage                        | Bezeichnung             | Beschreibung | ID       | Bild |
| --------------------------- | ----------------------- | --- | -------- | ---- |
| 52° 56′ 57″ N, 9° 41′ 8″ O  | Bommelsen 10, Grabhügel | Nördlicher Randbereich mit ca. 15 × 8 m Durchmesser und 0,5 m Höhe erhalten.                                                     | 34821689 | BW   |
| 52° 56′ 56″ N, 9° 41′ 7″ O  | Bommelsen 11, Grabhügel | Durchmesser ca. 12 m und Höhe ca. 0,8 m. Im Norden durch Tiefenumbruch zerstört, eine zentrale Eingrabung, zur Hälfte erkennbar. | 34821690 | BW   |
| 52° 56′ 54″ N, 9° 41′ 6″ O  | Bommelsen 12, Grabhügel | Durchmesser ca. 10 m und Höhe ca. 0,6 m. Mit einer alten Eingrabung, am Nordrand durch Zufahrtsweg angeschnitten.                | 34821691 | BW   |
| 52° 56′ 59″ N, 9° 40′ 55″ O | Bommelsen 13, Grabhügel | Durchmesser ca. 13 m und Höhe ca. 0,5 m. Südliche Hälfte zerstört.                                                               | 34821753 | BW   |
| 52° 56′ 56″ N, 9° 40′ 38″ O | Bommelsen 16, Grabhügel | Durchmesser ca. 15 m und Höhe ca. 0,9 m. Mit einem zentralen alten Kopfstich, Südrand von Feldweg angeschnitten.                 | 34821755 | BW   |

## Borg
| Lage                        | Bezeichnung        | Beschreibung | ID       | Bild |
| --------------------------- | ------------------ | --- | -------- | ---- |
| 52° 52′ 53″ N, 9° 37′ 37″ O | Borg 1, Burg       | Die Grabungen aus dem Jahre 1933 haben ergeben, dass der Hauptwall aus einer Holz-Erde-Konstruktion mit vorgelagerter Berme bestand. An der Westseite konnte eine doppelte Palisadenreihe festgestellt werden. An der Ostseite, zur Böhme hin, wurde die Burg lediglich durch einen niedrigen Erdwall begrenzt. Im Inneren der Anlage standen am Nord- und Südwall Häuser in Blockbauweise. Die Hünenburg bei Borg erscheint nicht in den Schriftquellen. Die Sage schreibt sie dem Grafen Wale zu, der 986 das Kloster Walsrode gründete, dafür gibt es aber keine Indizien. Aufgrund der Form der Befestigung und der gefundenen Keramik ist sie bisher in das 10./11. Jh. datiert worden. Eine vor einigen Jahren durchgeführte 14C-Datierung von Holzkohleproben hat aber Daten ergeben, die in das 7.-9. Jh. weisen. Damit gehört die Burg in ihren Ursprüngen zu den frühesten Burgenbauten in Norddeutschland. | 34823536 |      |
| 52° 53′ 28″ N, 9° 37′ 46″ O | Borg 25, Grabhügel | Durchmesser ca. 16 m und Höhe ca. 0,8 m. | 34824108 | BW   |
| 52° 53′ 29″ N, 9° 37′ 46″ O | Borg 26, Grabhügel | Durchmesser ca. 23 m und Höhe ca. 0,8 m, flach gleichmäßig gewölbt mit alter Erdentnahmestelle im Nordwestteil. | 34824109 | BW   |
| 52° 53′ 57″ N, 9° 37′ 21″ O | Borg 33, Grabhügel | Durchmesser ca. 16 m und Höhe ca. 0,8 m, mit zentraler Eingrabung, Nordrand bei Anlage einer Schneise angeschnitten, Rand nur im Nordteil schwach abgesetzt. | 34824317 | BW   |
| 52° 54′ 33″ N, 9° 36′ 36″ O | Borg 39, Grabhügel | Durchmesser ca. 20 m und Höhe ca. 0,5 m, mit Schneise von Westnordwest nach Ostsüdost, auslaufenden Rändern und flachen Mulden. | 34824430 | BW   |
| 52° 54′ 42″ N, 9° 36′ 50″ O | Borg 40, Grabhügel | Durchmesser ca. 19 m und Höhe ca. 1,1 m, mit Mulden, am Ostrand von Schneide angeschnitten, Rand abgesetzt | 34824488 | BW   |
| 52° 54′ 43″ N, 9° 36′ 52″ O | Borg 41, Grabhügel | Durchmesser ca. 19 m und Höhe ca. 1 m, am südlichen Rand verläuft ein Ost-West ausrichteter Rodungswall. | 34824489 | BW   |
| 52° 54′ 45″ N, 9° 36′ 58″ O | Borg 44, Grabhügel | Durchmesser ca. 19 m und Höhe ca. 0,8 m, an Nordhälfte abgetragen und zerstört. | 34824515 | BW   |
| 52° 53′ 42″ N, 9° 37′ 49″ O | Borg 58, Grabhügel | | 34824790 | BW   |

### Borg 5
- ID:34825947
- Gruppe von ehemals elf Grabhügeln, davon zwei zerstört.

| Lage                        | Bezeichnung | Beschreibung | ID       | Bild |
| --------------------------- | ----------- | --- | -------- | ---- |
| 52° 53′ 6″ N, 9° 37′ 39″ O  | Borg 5      | Durchmesser ca. 11 m und Höhe ca. 0,8 m, gleichmäßig gewölbt mit auslaufenden Rändern.                               | 34823537 | BW   |
| 52° 53′ 7″ N, 9° 37′ 46″ O  | Borg 6      | Durchmesser ca. 12 m und Höhe ca. 0,8 m, mit fließend auslaufenden Rändern.                                          | 34823538 | BW   |
| 52° 53′ 7″ N, 9° 37′ 49″ O  | Borg 7      | Durchmesser ca. 14 m und Höhe ca. 1,1 m, im Ostteil flache Mulde.                                                    | 34823622 | BW   |
| 52° 53′ 14″ N, 9° 37′ 46″ O | Borg 9      | Durchmesser ca. 15 m und Höhe ca. 0,8 m, Süd-, bis Osthälfte durch alte Erdentnahme abgetragen und zerstört.         | 34823624 | BW   |
| 52° 53′ 14″ N, 9° 37′ 49″ O | Borg 27     | Durchmesser ca. 12 m und Höhe ca. 1,1 m, mit sekundärer Aufschüttung im Westrand und abgesetztem Rand.               | 34824110 | BW   |
| 52° 53′ 13″ N, 9° 37′ 52″ O | Borg 29     | | 34824212 | BW   |
| 52° 53′ 6″ N, 9° 37′ 44″ O  | Borg 55     | Durchmesser ca. 15 m und Höhe ca. 0,4 m, annähernd rund, an Nordseite etwas abgeschürft.                             | 34824754 | BW   |
| 52° 53′ 8″ N, 9° 37′ 58″ O  | Borg 56     | Durchmesser ca. 15 m und Höhe ca. 1 m, annähernd rund, ebenmäßig gewölbt. Südwestrand von alter Böschung überlagert. | 34824755 | BW   |
| 52° 53′ 9″ N, 9° 38′ 0″ O   | Ützingen 96 | Durchmesser ca. 18 m und Höhe ca. 2 m, annähernd rund und ebenmäßig gewölbt.                                         | 34824789 | BW   |

### Borg 10
- ID:34825816
- Gruppe von 14 Grabhügeln.

| Lage                        | Bezeichnung | Beschreibung | ID       | Bild |
| --------------------------- | ----------- | --- | -------- | ---- |
| 52° 53′ 24″ N, 9° 37′ 41″ O | Borg 10     | Durchmesser ca. 20 m und Höhe ca. 1,8 m, hochgewölbt mit einer flachen Mulde im Zentrum und abgesetztem Rand.                                                               | 34823752 | BW   |
| 52° 53′ 24″ N, 9° 37′ 43″ O | Borg 11     | Durchmesser ca. 10 m und Höhe ca. 1 m, mit zentraler, weiter, alten Eingrabung und abgesetztem Rand.                                                                        | 34823753 | BW   |
| 52° 53′ 24″ N, 9° 37′ 44″ O | Borg 12     | Durchmesser ca. 10 m, angegrabener Grabhügel, am Ostteil durch Hohlweg gestört,. Höhe des sehr verschliffenen westlichen Randbereiches ca. 0,4 m.                           | 34823753 | BW   |
| 52° 53′ 23″ N, 9° 37′ 43″ O | Borg 13     | Durchmesser ca. 7 m, zum größten Teil bei Anlage eines Weges abgetragen und zerstört. Ostrand bis ca. 1 Meter Höhe erhalten.                                                | 34823792 | BW   |
| 52° 53′ 23″ N, 9° 37′ 45″ O | Borg 14     | Durchmesser ca. 12 m und Höhe ca. 1,1 m, am westlichen Rand durch Weg angeschnitten und mit abgesetztem Rand.                                                               | 34823793 | BW   |
| 52° 53′ 22″ N, 9° 37′ 44″ O | Borg 15     | Höhe ca. 1 m, sehr zerwühlt, dadurch auch unförmig. | 34823794 | BW   |
| 52° 53′ 22″ N, 9° 37′ 41″ O | Borg 17     | Durchmesser ca. 16 m und Höhe ca. 1,6 m, im Nordwestteil Spuren großflächiger Raubgrabung, der Westrand durch Weg angeschnitten, mit abgesetztem Rand.                      | 34823891 | BW   |
| 52° 53′ 22″ N, 9° 37′ 40″ O | Borg 18     | Durchmesser ca. 10 m und Höhe ca. 1,3 m, gleichmäßig gewölbt mit leichter Mulde in der Mitte und abgesetztem Rand. Am Nordwestrand von alter Wegespur leicht angeschnitten. | 34823892 | BW   |
| 52° 53′ 21″ N, 9° 37′ 39″ O | Borg 19     | Durchmesser ca. 12 m und Höhe ca. 1,1 m, am Nordwestteil durch Anlage eines Weges zerstört.                                                                                 | 34823916 | BW   |
| 52° 53′ 22″ N, 9° 37′ 38″ O | Borg 20     | Durchmesser ca. 12 m und Höhe ca. 1,1 m, am Südteil durch Erdentnahme abgetragen und mit schwach abgesetztem Rand.                                                          | 34823917 | BW   |
| 52° 53′ 22″ N, 9° 37′ 37″ O | Borg 21     | Durchmesser ca. 12 m und Höhe ca. 1,1 m, am Südteil durch Erdentnahme abgetragen und mit schwach abgesetztem Rand.                                                          | 34823918 | BW   |
| 52° 53′ 23″ N, 9° 37′ 36″ O | Borg 22     | Durchmesser ca. 16 m und Höhe ca. 0,7 m, mit alter Eingrabung am Südwestrand.                                                                                               | 34824020 | BW   |
| 52° 53′ 23″ N, 9° 37′ 38″ O | Borg 23     | Durchmesser ca. 17 m und Höhe ca. 1,8 m, im Osten abgetragen und mit abgesetztem Rand.                                                                                      | 34824021 | BW   |
| 52° 53′ 23″ N, 9° 37′ 40″ O | Borg 24     | Ovaler Rest, Länge in Nord-Süd-Richtung 20 m und Breite 15 m, Höhe 1,7 m. Westseite zerstört.                                                                               | 34824022 | BW   |

### Borg 34
- ID:34825947
- Gruppe von ehemals fünf Grabhügeln.

| Lage                       | Bezeichnung | Beschreibung                                                                                           | ID       | Bild |
| -------------------------- | ----------- | --- | -------- | ---- |
| 52° 54′ 2″ N, 9° 37′ 25″ O | Borg 34     | Durchmesser ca. 11 m und Höhe ca. 0,4 m, flache, große Mulden.                                         | 34824318 | BW   |
| 52° 54′ 2″ N, 9° 37′ 24″ O | Borg 35     | | 34824319 | BW   |
| 52° 54′ 2″ N, 9° 37′ 24″ O | Borg 36     | Durchmesser ca. 21 m und Höhe ca. 0,7 m, am Nordrand schwach abgesetzt.                                | 34824428 | BW   |
| 52° 54′ 3″ N, 9° 37′ 18″ O | Borg 37     | Durchmesser ca. 15 m und Höhe ca. 1,1 m, mit zentraler, alter, weiter Eingrabung und abgesetztem Rand. | 34824429 | BW   |

## Düshorn
| Lage                        | Bezeichnung           | Beschreibung | ID       | Bild |
| --------------------------- | --------------------- | --- | -------- | ---- |
| 52° 50′ 20″ N, 9° 37′ 1″ O  | Düshorn 20, Grabhügel | Durchmesser ca. 18 m und Höhe ca. 1,2 m, Suchgraben einer alten Raubgrabung von Ost nach West, Südrand stark gestört. Rand abgesetzt. | 34821095 | BW   |
| 52° 50′ 14″ N, 9° 36′ 55″ O | Düshorn 23, Grabhügel | Durchmesser ca. 12 m und Höhe ca. 0,5 m, Südhälfte bis auf geringe Reste abgetragen und zerstört, durch alte Fahrspur tiefgründig zerwühlt. Nordöstlicher Randbereich auf Ackerfläche.                                                                                | 34821177 | BW   |
| 52° 49′ 57″ N, 9° 35′ 47″ O | Düshorn 28, Grabhügel | Durchmesser ca. 13 m und Höhe ca. 0,8 m, Rand im Osten schwach abgesetzt. | 34821537 | BW   |
| 52° 49′ 56″ N, 9° 35′ 51″ O | Düshorn 29, Grabhügel | Durchmesser ca. 16 m und Höhe ca. 0,6 m, flache Einsenkungen. Bis auf den Nordbereich Rand abgesetzt. | 34821314 | BW   |
| 52° 49′ 54″ N, 9° 35′ 48″ O | Düshorn 30, Grabhügel | Durchmesser ca. 9 m und Höhe ca. 0,35 m. | 34821538 | BW   |
| 52° 49′ 42″ N, 9° 38′ 35″ O | Düshorn 42, Grabhügel | Oval mit einer runden, alten Eingrabung im Zentrum, Fläche 11 × 14 m und Höhe 0,9 m. Im Südteil eine flache Einsenkung, im Nordwestteil eine alte Erdentnahme. | 34821937 | BW   |
| 52° 49′ 42″ N, 9° 38′ 37″ O | Düshorn 43, Grabhügel | Leicht oval, Fläche 6 × 8 m und Höhe 0,4 m. | 34821538 | BW   |
| 52° 48′ 11″ N, 9° 35′ 59″ O | Düshorn 55, Immenwall | Umwallte Immenstelle. Sie besteht aus einem fast kreisförmigen Ringwall mit 36 m Länge und 32 m Breite. Dem Wall ist außen ein Graben vorgelagert. Der Wall weist eine Breite von 2–3 m und eine Höhe von ca. 0,3 m auf. Der Graben ist 2 m breit und ca. 0,2 m tief. | 34823076 | BW   |
| 52° 48′ 10″ N, 9° 35′ 58″ O | Düshorn 55, Immenwall | | 36977792 | BW   |

### Düshorn 13
- ID:34823011
- Gruppe von sechs Grabhügeln, davon einer zerstört.

| Lage                        | Bezeichnung | Beschreibung                                                                                                   | ID       | Bild |
| --------------------------- | ----------- | --- | -------- | ---- |
| 52° 50′ 36″ N, 9° 36′ 50″ O | Düshorn 13  | Durchmesser ca. 11 m und Höhe ca. 0,9 m, mit einer alten, großflächigen Eingrabung im Zentrum, Rand abgesetzt. | 34823474 | BW   |
| 52° 50′ 37″ N, 9° 36′ 49″ O | Düshorn 14  | Durchmesser ca. 12 m und Höhe ca. 0,8 m.                                                                       | 34823529 | BW   |
| 52° 50′ 39″ N, 9° 36′ 51″ O | Düshorn 15  | Durchmesser ca. 16 m und Höhe ca. 0,9 m, annähernd rund.                                                       | 34823570 | BW   |
| 52° 50′ 40″ N, 9° 36′ 53″ O | Düshorn 16  | Durchmesser ca. 10 m und Höhe ca. 0,5 m.                                                                       | 34823571 | BW   |
| 52° 50′ 40″ N, 9° 37′ 2″ O  | Düshorn 19  | Durchmesser ca. 10 m und Höhe ca. 0,6 m, an Nordwestseite eine alte Sandentnahme, alte Eingrabungen.           | 34821096 | BW   |

### Düshorn 46
- ID:34826147
- Gruppe von ehemals sieben Grabhügeln, davon drei zerstört.

| Lage                        | Bezeichnung | Beschreibung | ID       | Bild |
| --------------------------- | ----------- | --- | -------- | ---- |
| 52° 49′ 31″ N, 9° 38′ 57″ O | Düshorn 46  | Durchmesser ca. 11 m und Höhe ca. 0,8 m, am Südrand führt ein Weg entlang.                                                      | 34822474 | BW   |
| 52° 49′ 31″ N, 9° 38′ 58″ O | Düshorn 47  | Durchmesser ca. 6 m und Höhe ca. 0,4 m, am Südrand führt ein Weg entlang.                                                       | 34822628 | BW   |
| 52° 49′ 30″ N, 9° 38′ 57″ O | Düshorn 48  | Durchmesser ca. 11 m und Höhe ca. 0,5 m, Westhälfte durch von Ost nach West laufende Wegespuren zerstört. Südhälfte abgeflacht. | 34822629 | BW   |
| 52° 49′ 30″ N, 9° 38′ 57″ O | Düshorn 49  | Durchmesser ca. 8 m und Höhe ca. 0,3 m, Nordhälfte durch Ost-West gerichtete alte Fahrspuren zerstört. Südhälfte abgeflacht.    | 34822741 | BW   |

### Walsrode 1
- ID:34823865
- Gruppe von 26 Grabhügeln, sowie sehr verschliffenen Wegespuren

| Lage                        | Bezeichnung | Beschreibung | ID       | Bild |
| --------------------------- | ----------- | --- | -------- | ---- |
| 52° 50′ 27″ N, 9° 36′ 26″ O | Düshorn 2   | Durchmesser ca. 17 m und Höhe ca. 1 m. Rand schwach abgesetzt.                                                                                   | 34822954 | BW   |
| 52° 50′ 30″ N, 9° 36′ 26″ O | Düshorn 3   | Durchmesser ca. 12 m und Höhe ca. 0,5 m. | 34823056 | BW   |
| 52° 50′ 30″ N, 9° 36′ 22″ O | Düshorn 4   | Größe ca. 14 × 9 m und Höhe ca. 1 m, annähernd oval.                                                                                             | 34823057 | BW   |
| 52° 50′ 30″ N, 9° 36′ 21″ O | Düshorn 5   | Durchmesser ca. 13 m und Höhe ca. 1,4 m, zentraler alter, tiefer Kopfstich. Rand deutlich abgesetzt.                                             | 34823089 | BW   |
| 52° 50′ 31″ N, 9° 36′ 23″ O | Düshorn 8   | Durchmesser ca. 17 m und Höhe ca. 1 m, mit tiefer Eingrabung im Zentrum, Rand abgesetzt.                                                         | 34823203 | BW   |
| 52° 50′ 32″ N, 9° 36′ 21″ O | Düshorn 9   | Durchmesser ca. 11 m und Höhe ca. 0,7 m, annähernd rund.                                                                                         | 34823331 | BW   |
| 52° 50′ 34″ N, 9° 36′ 22″ O | Düshorn 10  | Durchmesser ca. 11 m und Höhe ca. 0,5 m, über Westrand ein Grenzgraben. Ostrand durch Wegespuren angeschnitten. Pflanzfurchen von Ost nach West. | 34823332 | BW   |
| 52° 50′ 32″ N, 9° 36′ 20″ O | Düshorn 59  | Durchmesser ca. 20 m und Höhe ca. 2,2 m, rundlich. Durch Ostrand ein Grenzgraben von Norden nach Süden. Rand abgesetzt.                          | 34824855 | BW   |

## Fulde
| Lage                        | Bezeichnung         | Beschreibung | ID       | Bild |
| --------------------------- | ------------------- | --- | -------- | ---- |
| 52° 53′ 26″ N, 9° 30′ 46″ O | Fulde 1, Grabhügel  | Durchmesser ca. 13 m und Höhe ca. 0,5 m, mit schwach abgesetztem Rand, in der Hügelaufschüttung flache Mulden. Von Nordwest nach Südost Pflanzfurchen. Über den Nordteil ein Stubbenwall. | 34823806 | BW   |
| 52° 52′ 41″ N, 9° 30′ 18″ O | Fulde 12, Grabhügel | Durchmesser ca. 10 m und Höhe ca. 0,5 m, einige Steine an der Oberfläche sichtbar. Nordrand wird von Waldweg angeschnitten.                                                               | 34824617 | BW   |
| 52° 52′ 12″ N, 9° 32′ 4″ O  | Fulde 14, Grabhügel | Durchmesser ca. 12 m und Höhe ca. 0,4 m, unregelmäßig. | 34824707 | BW   |
| 52° 52′ 7″ N, 9° 33′ 7″ O   | Fulde 17, Grabhügel | Durchmesser ca. 14 m und Höhe ca. 1 m, Nordhälfte bei Anlage eines Wirtschaftsweges nahezu abgetragen.                                                                                    | 34824889 | BW   |
| 52° 53′ 39″ N, 9° 32′ 28″ O | Fulde 19, Grabhügel | Durchmesser ca. 17 m und Höhe ca. 0,7 m, mit einer zentralen, großflächigen Eingrabung, darib Reste von Steineinbauten. Randbereich im Nordwesten gut erkennbar.                          | 34824891 | BW   |

### Fulde 21
- ID:34821768
- Gruppe von sieben Grabhügeln, sowie einen Urnenfriedhof.

| Lage                        | Bezeichnung           | Beschreibung | ID       | Bild |
| --------------------------- | --------------------- | --- | -------- | ---- |
| 52° 53′ 35″ N, 9° 32′ 1″ O  | Fulde 21, Urnengräber | | 34824958 | BW   |
| 52° 53′ 35″ N, 9° 31′ 59″ O | Fulde 22              | Durchmesser ca. 10 m und Höhe ca. 0,6 m, rundlich, Rand bis auf den Nordostbereich schwach abgesetzt.                         | 34824959 | BW   |
| 52° 53′ 35″ N, 9° 32′ 2″ O  | Fulde 23              | | 34824985 | BW   |
| 52° 53′ 33″ N, 9° 32′ 3″ O  | Fulde 24              | Durchmesser ca. 14 m und Höhe ca. 1 m, rund mit einer schwachen Mulde, Rand abgesetzt.                                        | 34824986 | BW   |
| 52° 53′ 34″ N, 9° 32′ 1″ O  | Fulde 25              | Durchmesser ca. 11 m und Höhe ca. 0,9 m, rundlich mit schwach abgesetztem Rand.                                               | 34825075 | BW   |
| 52° 53′ 32″ N, 9° 32′ 1″ O  | Fulde 26              | Durchmesser ca. 15 m und Höhe ca. 0,8 m, rundlich mit einem zentralen Kopfstich. Teile des Steinkranzes ausgegraben.          | 34825076 | BW   |
| 52° 53′ 30″ N, 9° 31′ 59″ O | Fulde 27              | Durchmesser ca. 14 m und Höhe ca. 0,7 m, in der Aufschüttung flache Mulden.                                                   | 34824987 | BW   |
| 52° 53′ 32″ N, 9° 31′ 58″ O | Fulde 28              | Durchmesser ca. 14 m und Höhe ca. 0,8 m, rundlich, in der Südost- und Nordwesthälfte je eine alte Eingrabung. Rand abgesetzt. | 34825095 | BW   |

### Fulde 38
- ID:37142113
- Gruppe von drei Grabhügeln.

| Lage                        | Bezeichnung | Beschreibung | ID       | Bild |
| --------------------------- | ----------- | --- | -------- | ---- |
| 52° 53′ 16″ N, 9° 31′ 33″ O | Fulde 38    | Durchmesser ca. 12 m und Höhe ca. 0,5 m, annähernd rund, im Südosten an Waldweg grenzend. Zentraler Bereich eingetieft. | 37037249 | BW   |
| 52° 53′ 17″ N, 9° 31′ 34″ O | Fulde 39    | Durchmesser ca. 15 m und Höhe ca. 0,6 m, annähernd rund.                                                                | 37037281 | BW   |
| 52° 53′ 15″ N, 9° 31′ 31″ O | Fulde 40    | Durchmesser ca. 12 m und Höhe ca. 0,5 m, annähernd rund.                                                                | 37037290 | BW   |

## Groß Eilstorf
| Lage                        | Bezeichnung                 | Beschreibung | ID       | Bild |
| --------------------------- | --------------------------- | --- | -------- | ---- |
| 52° 49′ 10″ N, 9° 27′ 1″ O  | Groß Eilstorf 6, Grabhügel  | Durchmesser ca. 15 m und Höhe ca. 0,4 m. Schwach, aber ebenmäßig gewölbt.                                                               | 34825821 | BW   |
| 52° 49′ 37″ N, 9° 25′ 53″ O | Groß Eilstorf 9, Grabhügel  | Durchmesser ca. 7 m und Höhe ca. 0,5 m. Ostrand durch Fahrspur eingedrückt.                                                             | 34826051 | BW   |
| 52° 50′ 6″ N, 9° 25′ 58″ O  | Groß Eilstorf 12, Grabhügel | Oval, 8 × 11 m in Nord-Süd-Richtung. Höhe 0,5 m.                                                                                        | 34820975 | BW   |
| 52° 50′ 6″ N, 9° 26′ 0″ O   | Groß Eilstorf 13, Grabhügel | Durchmesser ca. 12 m und Höhe ca. 0,7 m, rundlich mit zentralem, großflächigem Kopfstich. Westrand deutlich abgesetzt.                  | 34826157 | BW   |
| 52° 50′ 3″ N, 9° 26′ 6″ O   | Groß Eilstorf 14, Grabhügel | Durchmesser ca. 13 m und Höhe ca. 0,5 m, rund, von der Mitte bis zum Nordrand alte Eingrabungen. Bis auf den Südrand schwach abgesetzt. | 34820380 | BW   |
| 52° 49′ 20″ N, 9° 26′ 2″ O  | Groß Eilstorf 39, Grabhügel | Durchmesser ca. 12 m und Höhe ca. 0,8 m. annähernd rund und an Ostseite angegraben. Kuppe nach Ostsüdost geneigt.                       | 34822517 | BW   |
| 52° 49′ 10″ N, 9° 27′ 2″ O  | Groß Eilstorf 40, Grabhügel | | 34822077 | BW   |

### Groß Eilstorf 30
- ID:34824214
- Gruppe von vier Grabhügeln.

| Lage                        | Bezeichnung      | Beschreibung | ID       | Bild |
| --------------------------- | ---------------- | --- | -------- | ---- |
| 52° 49′ 14″ N, 9° 26′ 26″ O | Groß Eilstorf 30 | Durchmesser ca. 10 m und Höhe ca. 0,7 m, annähernd rund.                                                                                  | 34821032 | BW   |
| 52° 49′ 14″ N, 9° 26′ 25″ O | Groß Eilstorf 31 | Oval, ca. 19 × 14 m (Nord-Süd gerichtet) und Höhe ca. 1 m.                                                                                | 34823139 | BW   |
| 52° 49′ 15″ N, 9° 26′ 26″ O | Groß Eilstorf 32 | Durchmesser ca. 15 m und Höhe ca. 0,6 m, annähernd rund. Größere Einkuhlungen und Tierbaue, besonders im Südbereich.                      | 34823140 | BW   |
| 52° 49′ 16″ N, 9° 26′ 29″ O | Groß Eilstorf 38 | Durchmesser ca. 15 m und Höhe ca. 0,7 m, annähernd rund mit Einkuhlungen. Am Nordrand eine ca. 0,8 m tiefe, und 2 × 3 m große Eingrabung. | 34822516 | BW   |

## Hamwiede
| Lage                        | Bezeichnung            | Beschreibung | ID       | Bild |
| --------------------------- | ---------------------- | --- | -------- | ---- |
| 52° 53′ 31″ N, 9° 26′ 43″ O | Hamwiede 2, Grabhügel  | Langhügel 14 × 21 m (Nord-Süd gerichtet) und Höhe ca. 1,1 m. Rand abgesetzt. Tiefe Pflanzspuren in Nordwest - Südost Richtung. | 34823380 | BW   |
| 52° 53′ 31″ N, 9° 26′ 44″ O | Hamwiede 3, Grabhügel  | Durchmesser ca. 17 m und Höhe ca. 1 m, rundlich, tiefe Pflanzspuren in Nordwest-Südost Richtung.                               | 34823452 | BW   |
| 52° 53′ 35″ N, 9° 27′ 35″ O | Hamwiede 19, Grabhügel | Durchmesser ca. 11 m und Höhe ca. 0,6 m, rundlich mit einer Eingrabung. Am Südrand eine Erdentnahmestelle.                     | 34824203 | BW   |
| 52° 54′ 4″ N, 9° 27′ 35″ O  | Hamwiede 24, Grabhügel | Durchmesser ca. 12 m und Höhe ca. 0,7 m, rundlich, am Südostrand eine alte Eingrabung. Rand abgesetzt.                         | 34824309 | BW   |
| 52° 54′ 7″ N, 9° 27′ 35″ O  | Hamwiede 25, Grabhügel | Durchmesser ca. 16 m und Höhe ca. 1 m.                                                                                         | 34824399 | BW   |
| 52° 54′ 7″ N, 9° 28′ 1″ O   | Hamwiede 29, Grabhügel | Durchmesser ca. 14 m und Höhe ca. 0,6 m, rund.                                                                                 | 34824860 | BW   |
| 52° 53′ 51″ N, 9° 28′ 36″ O | Hamwiede 33, Grabhügel | Durchmesser ca. 15 m und Höhe ca. 0,5 m.                                                                                       | 34825002 | BW   |

### Hamwiede 7
- ID:34826041
- Gruppe von ehemals sechs Grabhügeln

| Lage                        | Bezeichnung | Beschreibung | ID       | Bild |
| --------------------------- | ----------- | --- | -------- | ---- |
| 52° 53′ 20″ N, 9° 27′ 32″ O | Hamwiede 7  | Durchmesser ca. 17 m und Höhe ca. 1 m, annähernd rund mit einem zentralen alten Kopfstich. Rand nur nach Norden und Westen abgesetzt.                                                         | 34823659 | BW   |
| 52° 53′ 21″ N, 9° 27′ 36″ O | Hamwiede 8  | Durchmesser ca. 14 m und Höhe ca. 1 m, rund. | 34823710 | BW   |
| 52° 53′ 20″ N, 9° 27′ 34″ O | Hamwiede 9  | Durchmesser ca. 9 m und Höhe ca. 0,5 m. Durch Überpflügen obertägig ein unförmiger Rest erhalten. Einkuhlungen.                                                                               | 34823711 | BW   |
| 52° 53′ 19″ N, 9° 27′ 37″ O | Hamwiede 10 | Durchmesser ca. 16 m und Höhe ca. 1 m. annähernd rund. In der von Norden nach Süden abfallenden Oberfläche alte, flache Eingrabungen und Tierbaue. Rand abgesetzt und teilweise unregelmäßig. | 34823787 | BW   |

## Hollige
| Lage                        | Bezeichnung          | Beschreibung                             | ID       | Bild |
| --------------------------- | -------------------- | ---------------------------------------- | -------- | ---- |
| 52° 49′ 22″ N, 9° 31′ 55″ O | Hollige 2, Grabhügel | Durchmesser ca. 11 m und Höhe ca. 0,4 m. | 34825953 | BW   |

### Benzen 4
- ID:34823423
- Gruppe von ehemals 45 Grabhügeln. Davon liegen 31 in der Gemarkung Benzen und 14 in der Gemarkung Hollige, davon vier zerstört.

| Lage                        | Bezeichnung | Beschreibung | ID       | Bild |
| --------------------------- | ----------- | --- | -------- | ---- |
| 52° 49′ 31″ N, 9° 33′ 30″ O | Hollige 5   | Durchmesser ca. 10 m und Höhe ca. 0,9 m. Osthälfte abgetragen und zerstört, nur noch als helle Verfärbung auf Acker erkennbar. Westhälfte erhalten. Zentrum weist eine schwache Mulde auf. | 34825249 | BW   |
| 52° 49′ 31″ N, 9° 33′ 30″ O | Hollige 6   | Durchmesser ca. 11 m und Höhe ca. 1 m, rundlich mit schwacher Mulde im Zentrum. Rand im Norden abgesetzt.                                                                                  | 34825292 | BW   |
| 52° 49′ 30″ N, 9° 33′ 28″ O | Hollige 7   | Durchmesser ca. 11 m und Höhe ca. 0,6 m, rundlich mit flacher Mulde im Zentrum. | 34825293 | BW   |
| 52° 49′ 30″ N, 9° 33′ 14″ O | Hollige 8   | Durchmesser ca. 14 m und Höhe ca. 0,9 m. | 34825250 | BW   |
| 52° 49′ 29″ N, 9° 33′ 15″ O | Hollige 9   | Durchmesser ca. 15 m und Höhe ca. 1,1 m, Rand abgesetzt. | 34825413 | BW   |
| 52° 49′ 28″ N, 9° 33′ 16″ O | Hollige 10  | Bis auf einen Restbereich des Westteils abgetragen und zerstört. Ehemaliger Durchmesser ca. 18 m, Resthöhe ca. 0,5 m.                                                                      | 34825439 | BW   |
| 52° 49′ 27″ N, 9° 33′ 13″ O | Hollige 11  | Durchmesser ca. 13 m und Höhe ca. 0,6 m. | 34825440 | BW   |
| 52° 49′ 27″ N, 9° 33′ 10″ O | Hollige 12  | Durchmesser ca. 11 m und Höhe ca. 0,8 m, Rand abgesetzt. | 34825597 | BW   |
| 52° 49′ 20″ N, 9° 33′ 12″ O | Hollige 17  | Durchmesser ca. 17 m und Höhe ca. 1,1 m. | 34825823 | BW   |
| 52° 49′ 19″ N, 9° 33′ 12″ O | Hollige 18  | Durchmesser ca. 10 m und Höhe ca. 0,6 m. | 34825952 | BW   |

### Hollige 22
- ID:34824264
- Gruppe von ehemals 13 Grabhügeln, davon sechs zerstört.

| Lage                       | Bezeichnung | Beschreibung | ID       | Bild |
| -------------------------- | ----------- | --- | -------- | ---- |
| 52° 49′ 21″ N, 9° 32′ 7″ O | Hollige 24  | Durchmesser ca. 7 m und Höhe ca. 0,5 m, Westhälfte bei Anlage eines Weges abgetragen und zerstört. Hügelaufschüttung besteht aus dunklem, humosem Sand. | 34823286 | BW   |
| 52° 49′ 21″ N, 9° 32′ 4″ O | Hollige 26  | Durchmesser ca. 17 m und Höhe ca. 0,6 m, alte Einsenkungen. Rand abgesetzt.                                                                             | 34820807 | BW   |
| 52° 49′ 21″ N, 9° 32′ 7″ O | Hollige 27  | Durchmesser ca. 10 m und Höhe ca. 1 m. | 34821020 | BW   |
| 52° 49′ 19″ N, 9° 32′ 6″ O | Hollige 28  | Durchmesser ca. 8 m und Höhe ca. 0,4 m. In der SO-Seite eine Eingrabung von 3 m × 1 m und 0,5 m Tiefe.                                                  | 34821127 | BW   |
| 52° 49′ 18″ N, 9° 32′ 5″ O | Hollige 29  | Durchmesser ca. 12 m und Höhe ca. 0,5 m, annähernd rund.                                                                                                | 34821179 | BW   |
| 52° 49′ 20″ N, 9° 32′ 6″ O | Hollige 32  | Durchmesser ca. 8 m und Höhe ca. 0,5 m. Südteil durch Rodungsmaßnahmen gestört.                                                                         | 34821439 | BW   |
| 52° 49′ 17″ N, 9° 32′ 4″ O | Hollige 34  | Durchmesser ca. 21 m, Südostteil überpflügt | 34821441 | BW   |

### Hollige 38
- ID:34825753
- Gruppe von ehemals elf Grabhügeln, davon zwei zerstört und zwei Wegesperren.

| Lage                        | Bezeichnung            | Beschreibung | ID       | Bild |
| --------------------------- | ---------------------- | --- | -------- | ---- |
| 52° 50′ 38″ N, 9° 32′ 25″ O | Hollige 38             | Durchmesser ca. 11 m und Höhe ca. 0,4 m, über Westrand verläuft ein Weg. | 34821540 | BW   |
| 52° 50′ 39″ N, 9° 32′ 25″ O | Hollige 39             | Durchmesser ca. 11 m und Höhe ca. 0,7 m, in der Mitte eine flache Mulde. Rand schwach abgesetzt. Westrand von Feldweg angeschnitten. | 34821710 | BW   |
| 52° 50′ 39″ N, 9° 32′ 24″ O | Hollige 40             | Durchmesser ca. 13 m und Höhe ca. 0,3 m, sehr zerwühlt und kaum noch als Grabhügel erkennbar. | 34821839 | BW   |
| 52° 50′ 39″ N, 9° 32′ 22″ O | Hollige 41             | Durchmesser ca. 14 m und Höhe ca. 0,7 m, leichte Einsenkungen. Im NW-Teil eine große, viereckige Eingrabung. | 34822023 | BW   |
| 52° 50′ 39″ N, 9° 32′ 20″ O | Hollige 43             | Durchmesser ca. 19 m und Höhe ca. 0,8 m, eine tiefe Fahrspur. | 34822342 | BW   |
| 52° 50′ 41″ N, 9° 32′ 16″ O | Hollige 44             | Durchmesser ca. 16 m und Höhe ca. 0,9 m, zahlreiche Einsenkungen. Rand abgesetzt. | 34822343 | BW   |
| 52° 50′ 40″ N, 9° 32′ 14″ O | Hollige 46             | Durchmesser ca. 11 m und Höhe ca. 0,5 m, von Norden nach Süden ein kleiner Grenzgraben. | 34822679 | BW   |
| 52° 50′ 44″ N, 9° 32′ 22″ O | Hollige 47, Wegesperre | Es handelt sich vermutlich um eine Wegesperre, die den Verkehr auf dem Weg von Nienburg nach Walsrode und weiter nach Soltau lenken sollte. Der Weg ist auf Blatt 89 der Kurhannoverschen Landesaufnahme von 1778 verzeichnet. Da in diesem Bereich eine „Schneede“, also Grenze, lag, ist vielleicht auch mit einem Grenzzoll und möglicherweise einem Schlagbaum im Bereich des Weges zu rechnen, dessen Umgehung verhindert werden sollte. | 34822680 | BW   |
| 52° 50′ 44″ N, 9° 32′ 24″ O | Hollige 48, Wegesperre | | 34822767 | BW   |

## Honerdingen
| Lage                        | Bezeichnung               | Beschreibung | ID       | Bild |
| --------------------------- | ------------------------- | --- | -------- | ---- |
| 52° 52′ 4″ N, 9° 39′ 58″ O  | Honerdingen 24, Grabhügel | | 34825927 | BW   |
| 52° 52′ 4″ N, 9° 40′ 1″ O   | Honerdingen 25, Grabhügel | Durchmesser ca. 14 m und Höhe ca. 0,8 m, mit zentralen, alten Kopfstich. Pflanzfurchen von Südwest nach Nordost. Nord- und Südrand durch Rodungsarbeiten teilweise zerstört. | 34825794 | BW   |
| 52° 51′ 52″ N, 9° 39′ 39″ O | Honerdingen 27, Grabhügel | Durchmesser ca. 9 m und Höhe ca. 0,7 m, unförmiger Rest. Im Osten von Schneise angeschnitten.                                                                                | 34825928 | BW   |
| 52° 51′ 50″ N, 9° 39′ 31″ O | Honerdingen 28, Grabhügel | Durchmesser ca. 14 m und Höhe ca. 1,3 m, mit zentraler, schwacher Eingrabung, Rand abgesetzt. Im Südsüdostteil eine Eingrabung. Südwestrand grenzt an Weg.                   | 34825988 | BW   |
| 52° 51′ 12″ N, 9° 38′ 47″ O | Honerdingen 49, Grabhügel | Durchmesser ca. 11 m und Höhe ca. 0,5 m, mit zentraler großflächiger Raubgrabung, Rand schwach abgesetzt.                                                                    | 34820896 | BW   |
| 52° 51′ 40″ N, 9° 38′ 43″ O | Honerdingen 50, Grabhügel | | 34820897 | BW   |
| 52° 51′ 10″ N, 9° 38′ 49″ O | Honerdingen 61, Grabhügel | | 34821129 | BW   |

### Honerdingen 7
- ID:34820483
- Gruppe von fünf Grabhügeln.

| Lage                        | Bezeichnung    | Beschreibung | ID       | Bild |
| --------------------------- | -------------- | --- | -------- | ---- |
| 52° 52′ 49″ N, 9° 38′ 25″ O | Honerdingen 7  | Durchmesser ca. 16 m und Höhe ca. 1 m, mit abgeflachter Kuppe. Rand abgesetzt. | 34824862 | BW   |
| 52° 52′ 49″ N, 9° 38′ 27″ O | Honerdingen 8  | Durchmesser ca. 11 m und Höhe ca. 1 m, im Zentrum abgeflachter Grabhügel. Hügelaufschüttung nach Süden abfallend. Rand abgesetzt und der Steinkranz teilweise herausgerissen.     | 34825031 | BW   |
| 52° 52′ 50″ N, 9° 38′ 29″ O | Honerdingen 9  | Durchmesser ca. 19 m und Höhe ca. 1,7 m, mit einer großflächigen Eingrabung am Südwestrand. Durch den Ostrand verläuft eine alte, flache grabenartige Eintiefung. Rand abgesetzt. | 34824784 | BW   |
| 52° 52′ 48″ N, 9° 38′ 30″ O | Honerdingen 10 | Durchmesser ca. 14 m und Höhe ca. 1,3 m, in der Nordosthälfte abgetragen und zerstört. Rand abgesetzt.                                                                            | 34825032 | BW   |
| 52° 52′ 46″ N, 9° 38′ 31″ O | Honerdingen 11 | Oval (Nord-Süd ausrichtet) 12 × 19 m und Höhe 1,2 m. Rand abgesetzt. | 34825097 | BW   |

### Honerdingen 12
- ID:34820783
- Gruppe von zehn Grabhügeln, davon zwei zerstört

| Lage                        | Bezeichnung    | Beschreibung | ID       | Bild |
| --------------------------- | -------------- | --- | -------- | ---- |
| 52° 52′ 41″ N, 9° 38′ 34″ O | Honerdingen 12 | Durchmesser ca. 19 m und Höhe ca. 1,4 m, mit einer alten Eingrabung in der Hügelaufschüttung. Südostrand abgetragen und zerstört. Rand abgesetzt.         | 34825294 | BW   |
| 52° 52′ 37″ N, 9° 38′ 28″ O | Honerdingen 14 | Durchmesser ca. 10 m und Höhe ca. 0,4 m, flach und undeutlich.                                                                                            | 34825295 | BW   |
| 52° 52′ 36″ N, 9° 38′ 33″ O | Honerdingen 15 | Durchmesser ca. 10 m und Höhe ca. 0,7 m, mit einer verwachsenen, zentralen, alten, großflächigen Eingrabung. Rand rundherum von Wegespuren angeschnitten. | 34825539 | BW   |
| 52° 52′ 36″ N, 9° 38′ 34″ O | Honerdingen 16 | Durchmesser ca. 18 m und Höhe ca. 1,6 m, mit einer alten Eingrabung im Westrand.                                                                          | 34825598 | BW   |
| 52° 52′ 36″ N, 9° 38′ 36″ O | Honerdingen 17 | Durchmesser ca. 10 m und Höhe ca. 0,7 m, durch den südlichen Randbereich verläuft alter Grenzgraben von Nordost nach Südwest. Nordrand abgesetzt.         | 34825688 | BW   |
| 52° 52′ 38″ N, 9° 38′ 37″ O | Honerdingen 19 | Durchmesser ca. 11 m und Höhe ca. 0,7 m, rundlich. | 34825795 | BW   |
| 52° 52′ 38″ N, 9° 38′ 36″ O | Honerdingen 20 | Durchmesser ca. 12 m und Höhe ca. 1 m, rundlich mit abgesetztem Rand.                                                                                     | 34825796 | BW   |
| 52° 52′ 39″ N, 9° 38′ 36″ O | Honerdingen 21 | Durchmesser ca. 10 m und Höhe ca. 0,8 m, mit einem zentralen, verwachsenen, alten Kopfstich, Rand abgesetzt. Westrand von Feldweg angeschnitten.          | 34825824 | BW   |

### Honerdingen 29
- ID:34822521
- Gruppe von ehemals sieben Grabhügeln, davon zwei zerstört.

| Lage                        | Bezeichnung    | Beschreibung | ID       | Bild |
| --------------------------- | -------------- | --- | -------- | ---- |
| 52° 51′ 53″ N, 9° 39′ 23″ O | Honerdingen 29 | Durchmesser ca. 13 m und Höhe ca. 0,6 m, annähernd rund. Einkuhlungen.                                                                  | 34825990 | BW   |
| 52° 51′ 52″ N, 9° 39′ 24″ O | Honerdingen 31 | Durchmesser ca. 19 m und Höhe ca. 1 m, annähernd rund. Durch Wiederaufforstung viele Einkuhlungen.                                      | 34826017 | BW   |
| 52° 51′ 51″ N, 9° 39′ 23″ O | Honerdingen 32 | Durchmesser ca. 12 m und Höhe ca. 0,4 m, annähernd rund.                                                                                | 34825989 | BW   |
| 52° 51′ 53″ N, 9° 39′ 25″ O | Honerdingen 33 | Durchmesser ca. 12 m und Höhe ca. 0,8 m, annähernd rund. Durch Aufforstung Einkuhlungen.                                                | 34826018 | BW   |
| 52° 51′ 54″ N, 9° 39′ 23″ O | Honerdingen 35 | Durch Aufforstung und randlicher Abtragung oval ca. 11 × 10 m und Höhe bis 0,5 m. Fahrspur über östlichen Bereich, dadurch eingedrückt. | 34826177 | BW   |

### Honerdingen 36
- ID:34820784
- Gruppe von 13 Grabhügeln.

| Lage                        | Bezeichnung    | Beschreibung | ID       | Bild |
| --------------------------- | -------------- | --- | -------- | ---- |
| 52° 51′ 27″ N, 9° 38′ 47″ O | Honerdingen 36 | Durchmesser ca. 12 m und Höhe ca. 0,7 m, rund mit einer zentralen, flachen Einsenkung. Rand schwach abgesetzt.                                                      | 34826175 | BW   |
| 52° 51′ 27″ N, 9° 38′ 45″ O | Honerdingen 37 | Durchmesser ca. 11 m und Höhe ca. 0,8 m, annähernd rund, Pflanzfurchen von Westsüdwest nach Ostnordost.                                                             | 34820383 | BW   |
| 52° 51′ 26″ N, 9° 38′ 43″ O | Honerdingen 38 | Durchmesser ca. 12 m und Höhe ca. 0,6 m, annähernd rund mit Einkuhlungen, Pflanzfurchen von Westsüdwest nach Ostnordost.                                            | 34820382 | BW   |
| 52° 51′ 26″ N, 9° 38′ 42″ O | Honerdingen 39 | Durchmesser ca. 9 m und Höhe ca. 0,5 m, ehemals annähernd rund. Nordwestliche Viertel durch Waldschneise abgetragen. Pflanzfurchen von Ostnordost nach Westsüdwest. | 34820465 | BW   |
| 52° 51′ 18″ N, 9° 38′ 46″ O | Honerdingen 41 | Durchmesser ca. 10 m und Höhe ca. 1 m, mit abgesetztem Rand, Pflanzfurchen von Nordnordost nach Südsüdwest.                                                         | 34820466 | BW   |
| 52° 51′ 17″ N, 9° 38′ 48″ O | Honerdingen 42 | Durchmesser ca. 10 m und Höhe ca. 1 m, mit abgesetztem Rand, Pflanzfurchen von Nordnordost nach Südsüdwest.                                                         | 34820536 | BW   |
| 52° 51′ 17″ N, 9° 38′ 46″ O | Honerdingen 43 | Durchmesser ca. 11 m und Höhe ca. 0,7 m, mit teilweise schwach abgesetztem Rand, im Süd- und Nordteil Eingrabungen. Pflanzfurchen von Norden nach Süden.            | 34820638 | BW   |
| 52° 51′ 17″ N, 9° 38′ 41″ O | Honerdingen 44 | | 34820639 | BW   |
| 52° 51′ 18″ N, 9° 38′ 39″ O | Honerdingen 45 | Durchmesser ca. 11 m und Höhe ca. 0,5 m, mit einer zentralen, flachen, alten Eingrabung, Südwest- und Südrand bei Anlage einer Schuttkuhle angeschnitten.           | 34820718 | BW   |
| 52° 51′ 17″ N, 9° 38′ 37″ O | Honerdingen 46 | | 34820717 | BW   |
| 52° 51′ 19″ N, 9° 38′ 36″ O | Honerdingen 47 | Langhügel ca. 11 × 20 m (Nordost-Südwest orientiert) und Höhe ca. 0,9 m. Am Westrand eine schwache Einsenkung. Rand schwach abgesetzt.                              | 34820748 | BW   |
| 52° 51′ 12″ N, 9° 38′ 47″ O | Honerdingen 49 | Durchmesser ca. 11 m und Höhe ca. 0,5 m, mit einer zentralen großflächigen Raubgrabung, Rand schwach abgesetzt.                                                     | 34820896 | BW   |
| 52° 51′ 10″ N, 9° 38′ 49″ O | Honerdingen 61 | | 34821129 | BW   |

## Idsingen
| Lage                        | Bezeichnung            | Beschreibung | ID       | Bild |
| --------------------------- | ---------------------- | --- | -------- | ---- |
| 52° 54′ 35″ N, 9° 28′ 10″ O | Idsingen 15, Grabhügel | Durchmesser ca. 11 m und Höhe ca. 1 m. Durch Südteil ein alter Grenzgraben von Westnordwest nach Ostsüdost. Im Nordwestteil eine alte, großflächige Eingrabung, weitere am Nord- und Nordwestrand. Rand schwach abgesetzt. | 34820864 | BW   |
| 52° 54′ 37″ N, 9° 27′ 56″ O | Idsingen 16, Grabhügel | Durchmesser ca. 11 m und Höhe ca. 1 m, rundlich, zwei kleine, flache Eingrabungen im Randbereich. Tiefe Eingrabung im Südteil. Rand abgesetzt. Im Nordnordosten Rand von Weg berührt.                                      | 34820979 | BW   |
| 52° 54′ 41″ N, 9° 28′ 42″ O | Idsingen 27, Grabhügel | Durchmesser ca. 11 m und Höhe ca. 0,5 m, eine alte muldenartige Einsenkung. Nordrand bei Anlage eines Weges beschädigt. | 34821465 | BW   |
| 52° 53′ 48″ N, 9° 30′ 12″ O | Idsingen 30, Grabhügel | Durchmesser ca. 11 m und Höhe ca. 0,6 m. Gesamte Westnordwestteil bei Anlage eines Feldweges mit Drainagegraben zerstört. Erhaltener Teil weist einige flache Mulden auf.                                                  | 34821411 | BW   |
| 52° 53′ 3″ N, 9° 29′ 55″ O  | Idsingen 62, Grabhügel | Durchmesser ca. 11 m und Höhe ca. 0,4 m, alte Pflanzfurchen von Norden nach Süden. Randbereich zu geringen Teil von alten Wegespuren in Richtung Nordost-Südwest gestört.                                                  | 34822036 | BW   |
| 52° 53′ 3″ N, 9° 29′ 56″ O  | Idsingen 63, Grabhügel | Durchmesser ca. 17 m und Höhe ca. 0,7 m, rundlich, alte Pflanzfurchen von Norden nach Süden. | 34822278 | BW   |
| 52° 53′ 3″ N, 9° 30′ 0″ O   | Idsingen 64, Grabhügel | Durchmesser ca. 13 m und Höhe ca. 0,5 m, annähernd rund, mit zentraler Einsenkung. Pflanzfurchen von Norden nach Süden. Westrand abgesetzt. Südlich verläuft ein Stubbenwall.                                              | 34822280 | BW   |
| 52° 53′ 1″ N, 9° 30′ 0″ O   | Idsingen 66, Grabhügel | Oval, 13 × 16 m und Höhe 0,5 m. Schneisenweg von Ost nach West. Fahrzeugspuren und einige alte Eingrabungen. Rand schwach abgesetzt.                                                                                       | 34822279 | BW   |
| 52° 53′ 36″ N, 9° 30′ 19″ O | Idsingen 68, Grabhügel | Durchmesser ca. 11 m und Höhe ca. 0,5 m, rundlich. | 34823132 | BW   |

### Idsingen 31
- ID:34826082
- Gruppe von sieben Grabhügeln.

| Lage                        | Bezeichnung | Beschreibung | ID       | Bild |
| --------------------------- | ----------- | --- | -------- | ---- |
| 52° 53′ 49″ N, 9° 30′ 39″ O | Idsingen 31 | Durchmesser ca. 15 m und Höhe ca. 0,8 m, rundlich, mit zentraler alten Eingrabung. Rand abgesetzt.                                                            | 34821541 | BW   |
| 52° 53′ 48″ N, 9° 30′ 38″ O | Idsingen 32 | Durchmesser ca. 12 m und Höhe ca. 0,8 m, rundlich, mit zentralem, altem Kopfstich. Von dort aus ein Suchgraben bis zum Südwestrand. Rand teilweise abgesetzt. | 34821542 | BW   |
| 52° 53′ 47″ N, 9° 30′ 38″ O | Idsingen 33 | Durchmesser ca. 17 m und Höhe ca. 0,9 m, mit zahlreichen flachen Mulden. Rand schwach abgesetzt.                                                              | 34821561 | BW   |
| 52° 53′ 48″ N, 9° 30′ 36″ O | Idsingen 34 | Durchmesser ca. 10 m und Höhe ca. 0,45 m, rundlich, mit einem zentralen, verwachsenen Kopfstich.                                                              | 34821562 | BW   |
| 52° 53′ 47″ N, 9° 30′ 34″ O | Idsingen 35 | Durchmesser ca. 13 m und Höhe ca. 0,6 m, rundlich mit einem zentralen, verwachsenen, flachen Kopfstich                                                        | 34821563 | BW   |
| 52° 53′ 46″ N, 9° 30′ 35″ O | Idsingen 36 | Durchmesser ca. 20 m und Höhe ca. 1,1 m, rundlich mit zahlreichen flachen Störungen. Rand abgesetzt.                                                          | 34821632 | BW   |
| 52° 53′ 46″ N, 9° 30′ 33″ O | Idsingen 37 | Durchmesser ca. 13 m und Höhe ca. 0,6 m, Nordhälfte bis auf geringe Reste, alt abgetragen und zerstört. Rand schwach abgesetzt.                               | 34821633 | BW   |

### Idsingen 39
- ID:34826082
- Gruppe von ehemals 23 Grabhügeln, davon drei zerstört und einer fast komplett abgetragen.

| Lage                        | Bezeichnung | Beschreibung | ID       | Bild |
| --------------------------- | ----------- | --- | -------- | ---- |
| 52° 53′ 17″ N, 9° 30′ 38″ O | Idsingen 39 | Durchmesser ca. 15 m und Höhe ca. 0,8 m, rundlich. Rand schwach abgesetzt. | 34821681 | BW   |
| 52° 53′ 17″ N, 9° 30′ 37″ O | Idsingen 40 | Durchmesser ca. 9 m und Höhe ca. 0,5 m. Nach Nordwest-Südost geneigt. Zentrale kleine Einsenkung. Im nordwestlichen Randbereich ein Findling. Der Südostbereich unter einer hochgepflügten Waldschneise.     | 34821682 | BW   |
| 52° 53′ 12″ N, 9° 30′ 32″ O | Idsingen 42 | Durchmesser ca. 16 m und Höhe ca. 0,8 m. Am Südostrand Findling an Oberfläche. Oberfläche durch alte Bodeneingriffe gestört. Über den Nordostteil Schneise von Nordwest nach Südost. Rand schwach abgesetzt. | 34821711 | BW   |
| 52° 53′ 12″ N, 9° 30′ 30″ O | Idsingen 43 | Durchmesser ca. 14 m und Höhe ca. 0,9 m, rundlich mit einigen alten, Ostnordost-Westsüdwest gerichteten Pflanzfurchen. Rand schwach abgesetzt.                                                               | 34821805 | BW   |
| 52° 53′ 12″ N, 9° 30′ 29″ O | Idsingen 44 | Durchmesser ca. 14 m und Höhe ca. 0,9 m, rundlich, einige flache Einsenkungen sichtbar. In Ost-West Richtung eine Waldschneise.                                                                              | 34821712 | BW   |
| 52° 53′ 11″ N, 9° 30′ 27″ O | Idsingen 45 | Durchmesser ca. 25 m und Höhe ca. 1,3 m, rundlich, Mulden und Tierbaue. Rand bis auf den Südbereich schwach abgesetzt.                                                                                       | 34821806 | BW   |
| 52° 53′ 8″ N, 9° 30′ 26″ O  | Idsingen 46 | Durchmesser ca. 17 m und Höhe ca. 0,9 m, rundlich, einige flache Mulden. Rand schwach abgesetzt. | 34821840 | BW   |
| 52° 53′ 10″ N, 9° 30′ 24″ O | Idsingen 47 | Durchmesser ca. 15 m und Höhe ca. 0,9 m, rundlich mit zentraler alten, flachen Mulde und zahlreichen Tierbauen. Rand schwach abgesetzt.                                                                      | 34821916 | BW   |
| 52° 53′ 11″ N, 9° 30′ 19″ O | Idsingen 48 | Durchmesser ca. 14 m und Höhe ca. 0,7 m, rundlich mit vielen alten Einsenkungen. | 34821917 | BW   |
| 52° 53′ 10″ N, 9° 30′ 14″ O | Idsingen 49 | Durchmesser ca. 19 m und Höhe ca. 0,9 m, rundlich, zahlreiche flache Mulden und Tierbaue. Rand abgesetzt. | 34821804 | BW   |
| 52° 53′ 12″ N, 9° 30′ 12″ O | Idsingen 50 | Durchmesser ca. 14 m und Höhe ca. 0,9 m, rund, Oberfläche etwas unregelmäßig. Rand abgesetzt. | 34821918 | BW   |
| 52° 53′ 14″ N, 9° 30′ 16″ O | Idsingen 51 | Langhügel ca. 18 × 21 m und Höhe ca. 1,1 m, durch großflächige Mulden und Tierbaue gestört, in Ost-West Richtung eine Waldschneise.                                                                          | 34821961 | BW   |
| 52° 53′ 15″ N, 9° 30′ 13″ O | Idsingen 52 | Durchmesser ca. 14 m und Höhe ca. 0,4 m, einige Mulden. Rand bis auf den Südostbereich schwach abgesetzt. Um den Hügel Stubbenwälle. Südost- und Nordwestrand wird überdeckt. Stark überpflügt.              | 34821841 | BW   |
| 52° 53′ 14″ N, 9° 30′ 12″ O | Idsingen 53 | Durchmesser ca. 12 m und Höhe ca. 0,6 m, rundlich. | 34821962 | BW   |
| 52° 53′ 12″ N, 9° 30′ 9″ O  | Idsingen 54 | Durchmesser ca. 20 m und Höhe ca. 0,8 m, rundlich mit einer alten zentralen, flachen Eingrabung. Im Randbereich einige Steine sichtbar. Nordostrand durch Nordwest-Südost verlaufenden Weg gestört.          | 34821963 | BW   |
| 52° 53′ 13″ N, 9° 30′ 7″ O  | Idsingen 55 | Durchmesser ca. 11 m und Höhe ca. 0,8 m. Von Ostnordost nach Westsüdwest einige Pflanzfurchen. Nordwestteil weist rezente Störung auf.                                                                       | 34822024 | BW   |
| 52° 53′ 12″ N, 9° 30′ 6″ O  | Idsingen 56 | Durchmesser ca. 15 m und Höhe ca. 0,8 m, rundlich, mit einer zentralen alten Eingrabung. Am Südrand eine weitere Eingrabung.                                                                                 | 34822037 | BW   |
| 52° 53′ 13″ N, 9° 30′ 0″ O  | Idsingen 59 | Durchmesser ca. 11 m und Höhe ca. 0,5 m, rundlich, mit einer zentralen alten Eingrabung. In Nord-Süd Richtung Pflanzfurchen.                                                                                 | 34822086 | BW   |
| 52° 53′ 15″ N, 9° 30′ 2″ O  | Idsingen 61 | Durchmesser ca. 14 m und Höhe ca. 0,8 m, rundlich. | 34822208 | BW   |

## Jarlingen
| Lage                        | Bezeichnung                   | Beschreibung | ID       | Bild |
| --------------------------- | ----------------------------- | --- | -------- | ---- |
| 52° 55′ 12″ N, 9° 38′ 10″ O | Jarlingen 2, Grabhügel        | Durchmesser ca. 16 m und Höhe ca. 1 m. Gleichmäßig gewölbt. | 34823362 | BW   |
| 52° 55′ 0″ N, 9° 36′ 45″ O  | Jarlingen 15, Immenwall/-zaun | Runde Anlage von ca. 25 m Durchmesser, mit einem Wall und einem kleinen außen vorgelagerten Graben. Wallbreite 2 m und Höhe ca. 0,4 m. Graben ist 2 m breit und 0,2 m tief. Die Westseite sowie der südliche Bereich sind beschädigt. | 34820972 | BW   |